# Luca Magro
Luca Magro (Cortina d'Ampezzo, 26 ottobre 1963) è un bobbista italiano, atleta ampezzano attivo a metà anni Ottanta. Con la nazionale italiana di bob prese parte nel 1984 ai campionati europei juniores di bob a due, dove si piazzò al sesto posto. Partecipò nello stesso anno anche alla coppa del mondo e alla coppa del mondo juniores. Fu inoltre campione italiano di spinta per due volte nella prova riservata ai piloti.